# System oceniania gier komputerowych
System oceniania gier komputerowych – system używany do klasyfikacji gier komputerowych według ustalonych kryteriów. Większość takich systemów jest związanych z rządami państw, czasem będąc częścią lokalnego systemu oceniania filmów. Ich istnienie jednak podawane jest w wątpliwość ze względu na badanie, w którym „90% nastolatków potwierdza, że ich rodzice nigdy nie sprawdzali oceny gry komputerowej przed pozwoleniem im na wypożyczenie lub kupno gry”.

## Porównanie
| Państwo\Wiek                        | 0        | 1        | 2        | 3        | 4        | 5        | 6         | 7         | 8         | 9         | 10        | 11        | 12           | 13           | 14           | 15           | 16           | 17           | 18       | 19       | 20       | 21       | 22       | 23       | 24       | 25+      | Uwagi |
| ----------------------------------- | -------- | -------- | -------- | -------- | -------- | -------- | --------- | --------- | --------- | --------- | --------- | --------- | ------------ | ------------ | ------------ | ------------ | ------------ | ------------ | -------- | -------- | -------- | -------- | -------- | -------- | -------- | -------- | --- |
| ESRB                                | E        | E        | E        | E        | E        | E        | E         | E         | E         | E         | E10+      | E10+      | E10+         | T            | T            | T            | T            | M            | AO       | AO       | AO       | AO       | AO       | AO       | AO       | AO       | |
| OFLC/ACB                            | G        | G        | G        | G        | G        | G        | G         | G         | PG        | PG        | PG        | PG        | M            | M            | M            | MA15+        | MA15+        | MA15+        | 18+      | 18+      | 18+      | 18+      | 18+      | 18+      | 18+      | 18+      | Gry zaklasyfikowane jako RC nie mogą być sprzedawane, wypożyczane lub pokazywane publicznie w Australii. |
| OFLC                                | G        | G        | G        | G        | G        | G        | G         | G         | PG        | PG        | PG        | PG        | PG           | R13          | R13          | R15          | M/R16        | M/R16        | R/R18    | R/R18    | R/R18    | R/R18    | R/R18    | R/R18    | R/R18    | R/R18    | |
| BBFC                                | U        | U        | U        | U        | U        | U        | U         | U         | PG        | PG        | PG        | PG        | 12           | 12           | 12           | 15           | 15           | 15           | 18       | 18       | 18       | 18       | 18       | 18       | 18       | 18       | |
| PEGI                                | 3        | 3        | 3        | 3        | 3        | 3        | 3         | 7         | 7         | 7         | 7         | 7         | 12           | 12           | 12           | 12           | 16           | 16           | 18       | 18       | 18       | 18       | 18       | 18       | 18       | 18       | W Portugalii standard PEGI do 1 lutego 2021 roku niewiele się różnił od europejskiego.                   |
| PEGI (Portugalia do 1 lutego 2021)  | 4        | 4        | 4        | 4        | 4        | 4        | 6         | 6         | 6         | 6         | 6         | 6         | 12           | 12           | 12           | 12           | 16           | 16           | 18       | 18       | 18       | 18       | 18       | 18       | 18       | 18       | W Portugalii standard PEGI do 1 lutego 2021 roku niewiele się różnił od europejskiego.                   |
| PEGI (Finlandia do 1 stycznia 2007) | 3        | 3        | 3        | 3        | 3        | 3        | 3         | 7         | 7         | 7         | 7         | 11        | 11           | 11           | 11           | 15           | 15           | 15           | 18       | 18       | 18       | 18       | 18       | 18       | 18       | 18       | |
| VET                                 | 3+       | 3+       | 3+       | 3+       | 3+       | 3+       | 3+        | 7+        | 7+        | 7+        | 7+        | 11+       | 11+          | 13+          | 13+          | 15+          | 15+          | 15+          | 18+      | 18+      | 18+      | 18+      | 18+      | 18+      | 18+      | 18+      | |
| USK                                 | 0        | 0        | 0        | 0        | 0        | 0        | 6         | 6         | 6         | 6         | 6         | 6         | 12           | 12           | 12           | 12           | 16           | 16           | 18       | 18       | 18       | 18       | 18       | 18       | 18       | 18       | |
| MJ/DEJUS                            | L        | L        | L        | L        | L        | L        | L         | L         | L         | L         | 10        | 10        | 12           | 12           | 14           | 14           | 16           | 16           | 18       | 18       | 18       | 18       | 18       | 18       | 18       | 18       | |
| CERO                                | A        | A        | A        | A        | A        | A        | A         | A         | A         | A         | A         | A         | B            | B            | B            | C            | C            | D            | Z        | Z        | Z        | Z        | Z        | Z        | Z        | Z        | Używane głównie do gier konsolowych                                                                      |
| EOCS/CSA                            | General  | General  | General  | General  | General  | General  | General   | General   | General   | General   | General   | General   | General      | General      | General      | R            | R            | R            | 18+      | 18+      | 18+      | 18+      | 18+      | 18+      | 18+      | 18+      | Używane głównie do oceniania gier komputerowych dla dorosłych                                            |
| GSRR                                | 普遍 (G) | 普遍 (G) | 普遍 (G) | 普遍 (G) | 普遍 (G) | 普遍 (G) | 保護 (PG) | 保護 (PG) | 保護 (PG) | 保護 (PG) | 保護 (PG) | 保護 (PG) | 輔12 (PG 12) | 輔12 (PG 12) | 輔12 (PG 12) | 輔15 (PG 15) | 輔15 (PG 15) | 輔15 (PG 15) | 限制 (R) | 限制 (R) | 限制 (R) | 限制 (R) | 限制 (R) | 限制 (R) | 限制 (R) | 限制 (R) | |
| GRB                                 | A        | A        | A        | A        | A        | A        | A         | A         | A         | A         | A         | A         | 12           | 12           | 12           | 15           | 15           | 15           | 18       | 18       | 18       | 18       | 18       | 18       | 18       | 18       | |
| RARS                                | 0        | 0        | 0        | 0        | 0        | 0        | 6         | 6         | 6         | 6         | 6         | 6         | 12           | 12           | 12           | 12           | 16           | 16           | 18       | 18       | 18       | 18       | 18       | 18       | 18       | 18       | |
| App Store                           | 4+       | 4+       | 4+       | 4+       | 4+       | 4+       | 4+        | 4+        | 4+        | 9+        | 9+        | 9+        | 12+          | 12+          | 12+          | 12+          | 12+          | 17+          | 17+      | 17+      | 17+      | 17+      | 17+      | 17+      | 17+      | 17+      | Stworzone do oceniania gier sprzedawanych w App Store                                                    |
| GCAM                                | 3        | 3        | 3        | 3        | 3        | 3        | 3         | 7         | 7         | 7         | 7         | 7         | 12           | 12           | 12           | 12           | 16           | 16           | 18       | 18       | 18       | 18       | 18       | 18       | 18       | 18       | [ 4 ] |

Opis poszczególnych systemów dostępny jest w odpowiednich artykułach.

## Wykorzystanie
Poniższa grafika ilustruje wykorzystanie poszczególnych systemów w odpowiednich krajach. Kraje zaznaczone różnymi kolorami korzystają z różnych systemów.